# Polnischer Grünfüßler

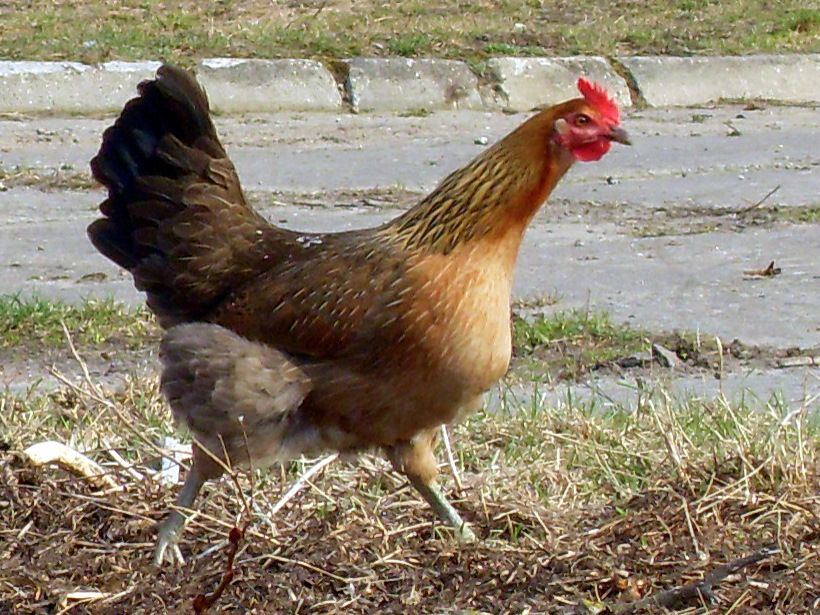
Huhn

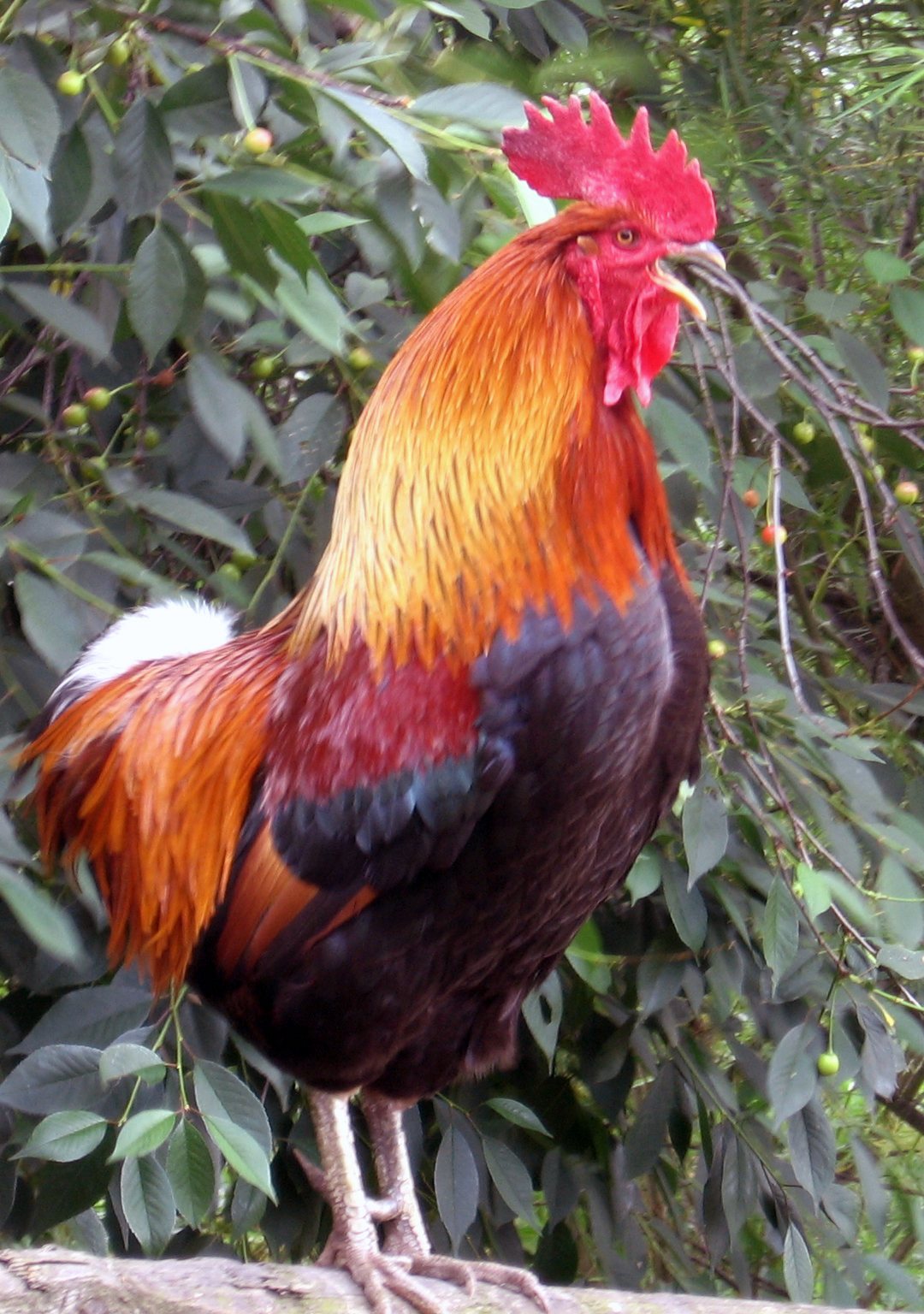
Hahn

Der Polnische Grünfüßler, auch bekannt als Zielononóżka Kuropatwiana im Polnischen oder Rebhuhnfarbiger Polnischer Grünfüßler, ist eine altpolnische Landhuhnrasse, die sich durch ihre grünen Füße und das ansprechende Erscheinungsbild auszeichnet. Diese Rasse ist ein wichtiger Teil der lokalen Kultur und Tradition in Polen und wird oft auf Bauernhöfen in Südpolen gefunden. Aufgrund ihres Gefährdungsgrades steht die Rasse auf der Roten Liste der Food and Agriculture Organization of the United Nations.

## Herkunft
Der Polnische Grünfüßler hat seinen Ursprung in Südpolen, insbesondere in der Region Galizien. Die Zuchttradition dieser Hühner reicht bis Anfang des 19. Jahrhunderts zurück und ist eng mit der ländlichen Lebensweise in Polen verbunden. Nach der 3. Teilung Polens im Jahr 1795 geriet Galizien unter die Herrschaft anderer Mächte, aber die Zucht der Grünfüßler wurde fortgesetzt und ist bis heute ein Zeichen des polnischen Kulturerbes.
Die erste Erwähnung erfolgte 1892 durch Karol Malsburg, der sie Galizisches Huhn nannte. Auf seine Anweisung übernahm Roman Ujejski die Aufzucht und präsentierte die Hühner zum ersten Mal während der Nationalen Zuchtausstellung in Lemberg im Jahr 1894.

## Morphologie und Eigenschaften
Der Polnische Grünfüßler ist für seine Robustheit und Anpassungsfähigkeit bekannt. Die Hühner haben eine Lebenserwartung von 6 bis 8 Jahren, ein friedfertiges, lebhaftes und zutrauliches Wesen und sind gut für die Freilandhaltung geeignet. Das Gewicht der Hühner in der zwanzigsten Lebenswoche beträgt beim Hahn 1,7 bis 2,2 Kilogramm, beim Huhn 1,5 bis 1,8 Kilogramm. Kennzeichnend für diese Hühner sind die grünen Läufe (Füße) und die ansprechende Färbung des Federkleids, die ihnen zwischen verschiedenen Schattierungen von Brauntönen ein rebhuhnfarbiges Erscheinungsbild verleiht.

### Genetische Besonderheiten
Die Rasse zeichnet sich durch guten, fettarmen, saftigen Fleischansatz und gute Legeleistung aus. Die Hennen legen etwa 180 bis 200 Eier pro Jahr mit einem Gewicht von je 55 bis 59 Gramm, die eine grünlich schimmernde weiße Färbung und genetisch bedingt einen niedrigen Cholesteringehalt aufweisen, bis zu 30 Prozent weniger als konventionelle Eier.
Forschungen zu genetischer Vielfalt und den besonderen Eigenschaften des Polnischen Grünfüßlers tragen dazu bei, die Rasse besser zu verstehen und Erhaltungsstrategien zu entwickeln. Die grünen Füße und das fettarme Fleisch sind genetisch bedingte Merkmale, die diese Rasse von anderen unterscheiden.

## Zucht und Verbreitung
Die Zucht des Polnischen Grünfüßlers wird heute von Hobby- und gewerblichen Kleinzüchtern fortgeführt, die sich dem Erhalt dieser Rasse verschrieben haben. Die Hühner sind in ganz Europa bei Liebhabern seltener Rassen beliebt und werden auf Ausstellungen und in Zuchtprogrammen präsentiert.

## Haltung und Pflege
Die Haltung von Polnischen Grünfüßlern erfordert eine artgerechte Umgebung mit einem gut eingezäunten, bewaldeten Auslauf sowie entsprechende Pflege. Die Stalleinrichtung sollte den Bedürfnissen der Hühner entsprechen und ihnen genügend Sitzstangen und Nistkästen sowie viel Platz zum Scharren und Picken bieten. Bei einer Schar von über 50 Individuen neigen sie zu Kannibalismus. Eine ausgewogene Ernährung, regelmäßige Gesundheitskontrollen und ein sicherer Schutz vor Raubtieren sind für ein gutes Leistungsniveau der Hühner notwendig.

### Fütterung
Eine ausgewogene Ernährung ist für das Wohlbefinden und die Gesundheit der Grünfüßler unerlässlich. Man sollte ihnen eine Mischung aus hochwertigem Geflügelfutter, Getreide und frischem Grünfutter anbieten. Wasser sollte stets frisch und in ausreichender Menge vorhanden sein. Darüber hinaus können gesunde Küchenabfälle wie Obst und Gemüse in Maßen als Ergänzung zur Hauptfütterung gegeben werden.

### Brut
Die Henne des Polnischen Grünfüßlers zeigt eine ausgeprägte Brutlust. Nach Eiablage beträgt die Brutzeit in der Regel 21 Tage, während denen die Henne sich zum größten Teil auf dem Nest aufhält, um die Eier zu wärmen. Sie verlässt das Nest nur kurzzeitig zur Nahrungsaufnahme.
Sobald die Küken geschlüpft sind, zeigt die Henne, dann auch Glucke genannt, ein sehr fürsorgliches Verhalten. Sie beschützt ihre Küken vor Gefahren und sorgt dafür, dass sie ausreichend Futter und Wasser bekommen. Die Küken lernen die Nahrungssuche und Wasseraufnahme von der Glucke. Die schnell lernenden Küken passen sich zügig an ihre Umgebung an. Während dieser Zeit beginnen die Küken, ihre charakteristischen grünen Füße zu entwickeln. Nach etwa 4 bis 6 Wochen sind die Küken meist selbständig und können sich ohne ihre Glucke im Hühnerstall oder auf der Weide zurechtfinden.

## Wirtschaftliche und kulturelle Bedeutung
Obwohl der Polnische Grünfüßler nicht zu den kommerziell genutzten Rassen gehört, hat er eine wirtschaftliche Bedeutung für kleine landwirtschaftliche Betriebe und für die Erhaltung der ländlichen Wirtschaft. Die Rasse bietet eine Alternative zur industriellen Geflügelproduktion und unterstützt nachhaltige Landwirtschaftspraktiken.
In ländlichen Gebieten Polens, insbesondere für Bäuerinnen, haben diese Hühner eine wichtige kulturelle Bedeutung. Sie werden zur Schau gestellt und drücken damit den Patriotismus und die Verbundenheit mit der polnischen Tradition aus. Die Zucht der Grünfüßler gilt bis heute als polnisches Kulturerbe.

## Gefährdung und Erhaltungsbemühungen
Der Polnische Grünfüßler gilt als bedrohte Rasse und steht auf der Roten Liste der Food and Agriculture Organization of the United Nations. Es gibt Bestrebungen, die genetische Vielfalt der Rasse zu erhalten und ihren Bestand zu fördern. Die polnische Landwirtschaftsschule sowie das zootechnische Institut der Jagiellonen-Universität in Krakau legten darum besondere Förderprogramme auf. Derzeit gibt es zwei geschützte Scharen, die die Basis für weitere Generationen dieser wilden Rasse bilden. Es wird empfohlen, Polnische Grünfüßler aus registrierten Zuchtanstalten zu beziehen, um sicherzustellen, dass ihre Eigenschaften und Standards erhalten bleiben.